# Barichneumon tosaensis
Barichneumon tosaensis là một loài tò vò trong họ Ichneumonidae.